# George Thomas Kurian
George Thomas Kurian (4 août 1931 - 2015) était un historien et écrivain indien (naturalisé américain) connu pour être l'éditeur de plusieurs encyclopédies et ouvrages de référence,,. Kurian a également été fondateur et président de la Society of Encyclopedists,. Il a été coéditeur de la World Christian Encyclopedia, de la Encyclopedia of Christian Civilizations, du Dictionary of Christianity et de l'Encyclopedia of Christian Literature.

## Biographie
Kurian est né à Changanacherry. En 1951, Kurian a obtenu un M.A. du Madras Christian College. Kurian était le président de l'Encyclopedia Society et l'éditeur de 65 livres dont 28 encyclopédies. Il était également membre de la World Academy of Art and Science.